# P.K. Vasudevan Nair
P.K. Vasudevan Nair (ma.: പി.കെ. വാസുദേവ൯ നായരെ), född 2 mars 1926, död 12 juli 2005, var en politiker från den indiska delstaten Kerala och en av de högsta ledarna inom allindiska Communist Party of India. Nair var mot slutet ledamot av Lok Sabha för valkretsen Thiruvananthapuram. Tidigare var han den nionde chefsministern (Chief Minister) i hemstaten.